# 蕗之台站

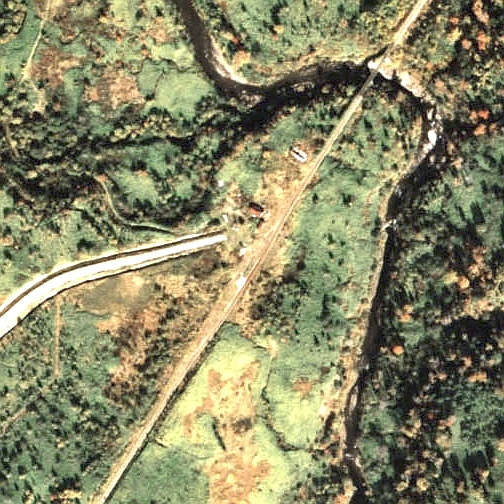
1977年的蕗之台站與方圓約500米範圍。右上方為名寄方向。在戰後，此站附近才開拓，原本該地方是一片荒野。與鄰站白樺站一樣都是運送木材的車站。曾經車站大樓旁邊靠近朱鞠內一方（南西邊）設有堆場。圖中可看見1面2線的島式月台，在車站大樓邊設有貨物用副本線和貨物月台，在堆場旁設有引込線。當時已經是無人車站，車站後方設有側本線。

蕗之台站（日语：／ Fukinodai eki */?）是位於北海道雨龍郡幌加內町字蕗之台，北海道旅客鐵道（JR北海道）的深名線車站（廢站）。由於使用人次減少，車站在1990年（平成2年）3月10日廢除。

## 歷史
車站位於北海道大學農學部演習林和國有森林的邊界中，靠近國有林一方。原本該地方不是北海道廳指定的殖民地區，在1929年（昭和4年）起，只有林業職員才可進出。鄰站白樺站也是同樣情況。在開啟車站，只有居住在該處的林業相關人士才可於此站上下車。該處的殖民開拓於戰後的1946年（昭和21年）才開始，隨著終戰實施了緊急開拓，原本從事軍需產業的成員與其家眷遷移至幌加內村。在1950年（昭和25年）的統計中，此地區居住了167人。後來由於氣候條件惡劣，加上人們不習慣農業，因此農業收穫較差。在1955年（昭和30年），開始有居民離開村落，使人口減少。在一段時期，駐守當地的林業相關人士會在此站或鄰站白樺站搬運木材。在幌加內村內，此站僅次於朱鞠內站，貨物裝載量很跨張。後來，隨著使用人次一直減少，車站1964年（昭和39年）無人化。在1972年（昭和47年）夏天，最後一戶也離開了村落，自此無人居住。
- 1941年（昭和16年）10月10日 - 鐵道省深名線朱鞠內站至初茶志內站（後來名為天鹽彌生站）之間開通（深名線全線開通）[3][4]。當時為一般車站[5]。
- 1949年（昭和24年）6月1日 - 日本國有鐵道成立，成為日本國有鐵道車站。
- 1964年（昭和39年）4月1日 - 結束處理貨物和行李[4]。同時成為無人車站[4]。
- 1977年（昭和52年）12月1日 - 當年起，車站於冬季暫停服務[5]。暫停期間為當日至翌年3月31日。
- 1987年（昭和62年）
  - 4月1日 - 伴隨國鐵分割民營化，車站由北海道旅客鐵道（JR北海道）營運。同時降級為臨時站（日语：臨時駅）[5]。
  - 12月1日 - 同年冬季暫停營運時期延長，直至翌年4月30日。
- 1990年（平成2年）3月10日 - 在冬季停業期間廢除[5]。

## 站名的由來
原本車站名稱取自附近地名，地名取自附近由於有許多蜂斗菜（日文又名「蕗之臺」）而得名。

## 車站構造
截至車站廢除前，車站是一座地面車站，設有1面1線的單式月台。月台位於路軌西邊（名寄方向會開啟左邊車門），站內沒有轉轍器。原本設有1面2線的島式月台和貨物月台（貨物側線），當時可進行列車交會。截至1983年（昭和58年），站內只使用一邊的島式月台。另一邊的月台路軌變成側線，在兩方設有連接了本線，但轉轍器已撤走。月台前後的路軌均設有彎位，這是分支留下來的走線。
此站是無人車站，在有人車站時代，車站大樓被撤走，並以預製構件方式建造候車室。月台曾經以泥土升高而成，月台地面使用木板搭建，與臨時乘降場的月台相同規格。後來在冬季停業期間會把月台一度撤走。在深川一方（南邊）設有斜道。

## 車站周邊
開拓團遷入車站周邊區域時，分別設有地方名為「蕗之台第1區」，該處設有木工場、木倉庫和日通營業所，距離1公里處設有蕗之台小學和中學。也有地方名為「蕗之台第2區」，該處主要是住宅和農地。
在廢除時，車站附近沒有民居，在附近一帶都是野菜。
- 北海道道528號蕗之台朱鞠內停車場線
- 北海道道688號名寄遠別線（日语：北海道道688号名寄遠別線）
- 朱鞠內湖（日语：朱鞠内湖）（雨龍第一水壩（日语：雨竜第一ダム））
- 瀧之澤[8]
- 釜淵 - 車站西南方[8]。
- 二重瀧 - 車站西南方[8]。
- 夫婦石 - 車站西南方[8]。

## 現況
在車站廢除後，可確認路軌是彎曲的，這可推側月台的位置。
在深名線廢除後一段時期，遺址成為了路軌撤走作業基地。截至1999年（平成11年）9月，正在進行路軌撤走作業，軌道工程車牽引貨車運走路軌和枕木。撤走作業用的路軌會向名寄一方延伸，在越過「宇都內川橋梁」後會到達「第二雨龍隧道」。截至2010年（平成22年），撒走工程大致完成。
另外，「第二雨龍隧道」在2010年（平成22年）還存在。

## 其他
在太平洋戰爭時間，當時設有臨時列車運送食用蜂斗菜前往戰場。
在站名牌方面，會以標記，而車站日文名為。

## 相鄰車站
北海道旅客鐵道（JR北海道）
深名線
湖畔－（臨）蕗之台－（臨）白樺－北母子里
曾經此站與湖畔站之間曾經設有宇津內臨時乘降場（在1956年（昭和31年）11月19日後廢除）。白樺站在1990年（平成2年）3月10日廢除。

## 注腳
1. ↑  《旭川営林局史 第一巻》 1960年12月發行，P476。
2. 1 2 3 4 5 6 7 8 9 10  新幌加內町史 2008年3月發行，P225-228。
3. 1 2   第1版. 札幌市: 日本国有鉄道北海道総局. 1973-03-25: 115. ASIN B000J9RBUY （日语）.
4. 1 2 3  《北海道鉄道百年史 下巻》1981年3月 日本國有鐵道北海道總局 編集、發行。
5. 1 2 3 4  《停車場変遷大事典 国鉄・JR編 II》1998年10月 JTB編集發行。
6. 1 2 3  書籍《JR・私鉄全線各駅停車1 北海道630駅》（小學館，1993年6月發行）77頁。
7. 1 2 3 4 5  書籍《国鉄全線各駅停車1 北海道690駅》（小學館，1983年7月發行）206頁。
8. 1 2 3 4  書籍《北海道道路地図 改訂版》（地勢堂，1980年3月發行）15頁。
9. 1 2 3  書籍《鉄道廃線跡を歩くVII》（JTB出版，2000年1月発行）36 - 37頁。
10. 1 2  書籍《新 鉄道廃線跡を歩く1 北海道・北東北編》（JTB出版，2010年4月發行）42-43頁。